# U-410
U-410 — средняя немецкая подводная лодка типа VIIC времён Второй мировой войны.

## История
Заказ на постройку субмарины был отдан 30 октября 1939 года. Лодка была заложена 9 января 1941 года на верфи Данцигер Верфт в Данциге под строительным номером 111, спущена на воду 14 октября 1941 года, вошла в строй 23 февраля 1942 года под командованием капитан-лейтенанта Курта Штурма.

## История службы
Лодка совершила 7 боевых походов. Потопила 7 судов суммарным водоизмещением 47 244 брт и 2 военных корабля суммарным водоизмещением 6895 тонн, повредила одно судно водоизмещением 7134 брт, ещё одно судно водоизмещением 3722 брт после повреждений не восстанавливалось.
2 января 1943 года лодка спасла 80 членов экипажа с потопленного немецкого прорывателя блокады Rhakotis, и на следующий день вернулась с ними в Сен-Назер. 18 февраля 1944 года потопила британский лёгкий крейсер «Пенелопа».
Потоплена 11 марта 1944 года близ Тулона Франция, в районе с координатами 43°07′ с. ш. 05°55′ з. д. американскими бомбами.

### Командиры
- 23 февраля 1942 года — 4 февраля 1943 года Курт Штурм.
- 5 февраля 1943 года — 11 марта 1944 года оберлейтенант цур зее Хорст-Арно Фенски (кавалер Рыцарского Железного креста)

### Флотилии
- 23 февраля 1942 года — 31 августа 1942 года — 5-я флотилия (учебная)
- 1 сентября 1942 года — 31 мая 1943 года — 7-я флотилия
- 1 июня 1943 года — 11 марта 1944 года — 29-я флотилия

### Волчьи стаи
U-410 входила в состав следующих «волчьих стай»:
- Letzte Ritter 30 сентября 1942 года — 2 октября 1942
- Wotan 8 — 16 октября 1942
- Raufbold 15 — 22 декабря 1942
- Robbe 16 февраля 1943 года — 13 марта 1943